# Quận Clark, Washington
Quận Clark là một quận thuộc tiểu bang Washington, Hoa Kỳ.
Quận này được đặt tên theo William Clark. Theo điều tra dân số của Cục điều tra dân số Hoa Kỳ năm 2000, quận có dân số người. Quận lỵ đóng ở Vancouver. Quận Clark là quận đầu tiên ở tiểu bang Washington, được lập bởi chính quyền lâm thời của Lãnh thổ Oregon vào ngày 20/8/1845.

## Địa lý
Theo Cục điều tra dân số Hoa Kỳ, quận có diện tích km2, trong đó có km2 là diện tích mặt nước.

### Các xa lộ chính
- Interstate 5
- Interstate 205
- State Route 14
- State Route 500
- State Route 501
- State Route 502
- State Route 503